# Gerard ter Borch
Gerard ter Borch (Zwolle, Holanda, 1608 - Deventer, Països Baixos, 8 de desembre de 1681) fou un pintor i gravador flamenc.

## Primers passos
El seu pare, Gerad ter Borch de Dude (Zwolle, 1584 - 20 d'abril de 1662), també era pintor. Va fer un viatge d'estudis per Colònia, Venècia i Roma, i treballà, el 1609, al Palazzo Colonna. Després residí successivament a Nàpols, Nimes i Bordeus, i retornà, per acabar, a la seva pàtria. Aquest era fill, al seu torn, de German ter Borch. El 1613 va contraure matrimoni amb Anna Zaclotsdr Buskens, amb qui va tenir dos fills que també foren pintors. El 1622 tornà a casar-se amb Geesgen Johansdr van Voorst, i el 1628 en terceres núpcies amb Wesken Hermansdr Mattys, amb qui també va tenir dos altres fills. La seva obra es troba en la seva totalitat repartida en els museus del seu país.
Gerard fou deixeble del seu pare, pintor mediocre que havia visitat Itàlia, i després de Pieter Molijn, a Haarlem, des de 1632 fins a 1635, any en què passà a Anglaterra i després a Itàlia, on continuà els seus estudis. El 1641 tornà a Holanda i residí una temporada a Amsterdam. Entre el 1646 i el 1648 es trobava a Münster, quan se signà el cèlebre tractat que donà fi a la Guerra dels Trenta Anys, i aquest fet li donà motiu per pintar el cèlebre quadre La Pau de Münster, obra admirable de doble valor artístic i històric, ja que en el llenç s'hi veuen reunits els retrats de tots els plenipotenciaris.

## Viatge per Europa
L'ambaixador de la corona espanyola, encantat pel seu art, l'envià a Madrid, on Felip IV de Castella es feu retratar per ell, el nomenà cavaller i l'omplí de tota mena de regals. Ter Borch després visità novament Londres i París, ciutat en la qual va romandre algun temps, passat el qual traslladà la seva residència a Holandasi'establí a Deventer, on va viure amb fastuositat i riquesa, molt considerat dels seus conciutadans, que l'anomenaren burgmestre de la vila. Fou un gran pintor de gènere, essent la seva manera capaç d'arribar a la pintura d'història, com ho demostrà en el ja mencionat La Pau de Münster. A pesar de la meravellosa correcció del seu dibuix, l'harmonia del seu color i la finesa de la seva factura, hi ha quelcom en el seu art d'espontani i gran que el fa característic, i alguns crítics l'han anomenat "el mestre dels mestres". Els seus llenços tenen, en general, dos o tres personatges.

## Albors a Zwolle

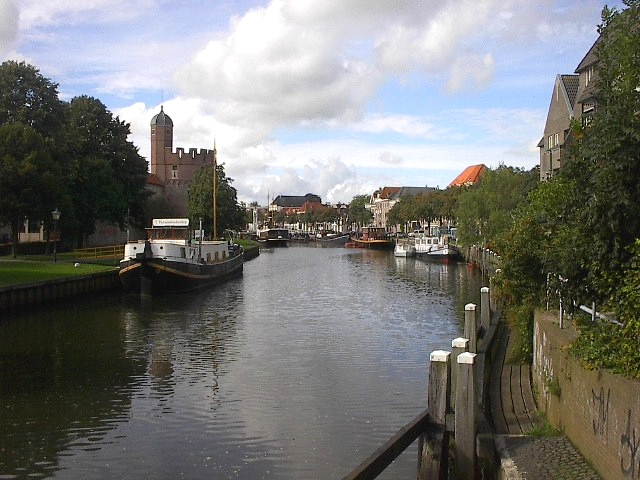
Vista parcial de la vila de Zwolle on va néixer Gerard ter Borch

Els primers albors de l'obra de Ter Borch es manifestaren a Zwolle, a Overyssel, i té per bressol la casa del seu pare, llar en què tot allò artístic trobava una acollida excel·lent. El pare de Gerard sabia agermanar el seu càrrec de cobrador d'impostos municipals amb el culte a les belles arts, segons testimonien nombrosos documents descoberts a les primeries del segle xx, i va ser el primer mestre del seu fill en qüestió d'art. Gerard Ter Borch 'el vell' tenia un d'aquests caràcters ben temperats, com molts dels que llavors posseïa Holanda. Els Ter Borch eren treballadors incansables. A casa seva, on es gaudia d'un benestar especial, s'hi reunien les persones més cultes del voltant. A més, cadascú per la seva banda procurava augmentar aquesta felicitat amb totes les delícies de l'art.

## Família Ter Borch
Amb l'auxili de l'Àlbum dels Ter Borch es podria reconstruir la crònica d'una família holandesa del segle xvii. Els incidents més insignificants són anotats per la mà atenta del pare o dels fills, tots artistes, en ràpids i justos croquis realçats a vegades amb algun text; les menges íntimes en família, les alegres reunions, els passeigs, batejos, festes i diversions són anotades escrupolosament, sense oblidar el decorat o fons amb el més característic que Zwolle i els seus voltants posseïen. Així, el vell Ter Borch es veié envoltat d'una vida activa i culta que ell havia sembrat. En aquest terreny tan ben preparat germinà l'obra de Gerard Ter Borch. En els seus primers intents de dibuix al llapis, amb trets rara vegada vacil·lants, s'hi veuen narrats amb veritat extraordinària les mil ocupacions de la família.
Els dibuixos del jove Gerard es coneixen de seguida d'entre els altres per la netedat del traç i per l'esperit d'observació que sense voltes mostra el més essencial de l'assumpte, i sorprenen les actituds, els aspectes fugissers de les fisonomies, els gests ràpids però característics. Abans de llançar-se a representar els diversos matisos de l'ànima de la societat que l'envoltava, Gerard es dedicà a assolir innombrables detalls de l'embolcall material.

## L'ombra de Frans Hals
En aquell temps el geni de Frans Hals estava en el seu major apogeu; aquest virtuós del pinzell ja havia acabat alguns dels seus quadres de corporacions, en els quals la fantasia de la composició accentua la impressió de la vida espontània que emana de cadascun dels seus personatges. El fogós realisme de Frans Hals havia format molts deixebles de vàlua; però l'obra de Ter Borch a penes li'n deu quelcom, si no és cert aspecte d'energia i arrogància. Per aquella època vivia a Haarlem un pintor que contribuí en gran part a restituir al paisatge holandès la seva verdadera fisonomia: Pieter Molijn, que es mostrà sempre resolt adversari dels italianitzants.
Sense posseir l'inquiet vigor de Van Goyen, posava en els seus treballs més unció. Ter Borch feu en el seu taller els seus primers assajos seriosos. Un quadre signat per Molijn i Ter Birch, i que va pertànyer a Van Goyen, feu presumir que Ter Borch també s'assajà en el paisatge, però no s'ha tornat a trobar rastre d'aquests estudis. Pieter Molijn, per altra banda, no deixà de pintar aquelles "escenes de vida tranquil·la", de les quals en feren una especialitat els seus deixebles. Tota una escola de vertaders "petits mestres" tenia el seu assentament a Haarlem: els Hals, Peter Codde, Cornelius Dyster i Antonio Palaniedes eren els seus corifeus.

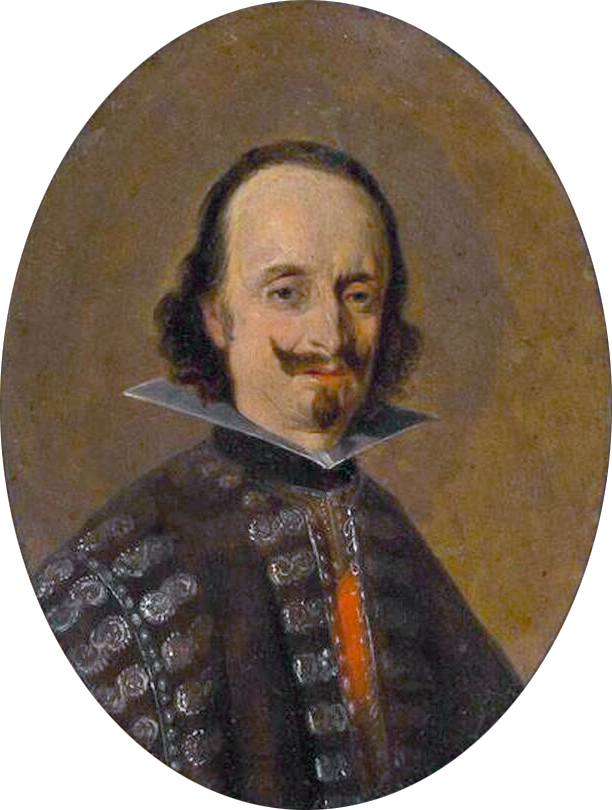
Don Caspar de Bracamonte y Guzman, comte de Peñeranda, Museum Boijmans Van Beuningen (Rotterdam)

No fou per esperit d'imitació el motiu pel qual Ter Borch entrà en l'escola que llavors restava de moda, i si tractà els mateixos afers sobrepujà a aquells pintors sense un gran esforç. D'aquells dies data la seva primera obra signada i datada el 1635. A primera vista sembla sense importància; d'assumpte pobre i sense originalitat d'execució; la tonalitat grisa del color és desagradable, però observada després amb deteniment s'hi veu el caràcter de gravetat concentrada en aquesta obra juvenil on s'hi ajunten, veritablement, algunes de les qualitats mestres que es veuran desenvolupar més tard. La consulta és un quadre d'assumpte intranscendent, però que fa pensar i es presta a múltiples interpretacions. Se l'aprecia perquè es relaciona lògicament a la floració d'una obra singularment igual. El metge és un vell bondadós d'aspecte ombriu: els seus moviments són lents i compassats; prop de la taula una dona, en actitud d'avorriment; ell observa el flascó que té a la mà amb la misteriosa tranquil·litat de qui prepara un filtre, sense parar atenció en la dona que li consulta. La manera de presentar aquesta escena té d'original que es desenvolupa amb absoluta naturalitat; gens rebuscat, com molts dels afers tractats acadèmicament. Cada figura resta ben col·locada en el seu lloc i en l'actitud que convé al seu caràcter. Els accessoris del conjunt expliquen i exterioritzen en certa manera la psicologia del quadre i el decorat posseeix aquesta sobrietat que dona a l'obra d'art una grandesa que triomfa dels detalls més realistes.
En aquest quadre ja s'hi nota una penetrant facultat d'observació dels personatges i de trobar, amb l'encertada disposició dels accessoris, la impressió d'una idea animada i homogènia, de sort que ben aviat s'oblida de l'assumpte per profunditzar en la intimitat de les figures. A pesar d'això, el quadre està desproveït d'aquell encant que farà simpatitzar amb les altres obres de l'autor. Després de La consulta, altres assumptes trets de la vida vulgar ofereixen els mateixos defectes i qualitats; per exemple, a La família de l'esmolet i El nen i el gos s'hi veu una realització de les tendències dels anys viscuts a Zwolle: el pati tranquil d'una casa, amb tres figures que a penes es mouen, però el seu caminar cansat i absort delata una existència de treball regular i lent, o bé un nen que té sobre els genolls un gos, al qual despuça greument. El lloc està pintat amb un sobri realisme i les figures animades d'una vida regulada pel vetust ambient. Malgrat que el seu art hagué de gaudir ben aviat d'amplis horitzons i respirar més lliurement. El 1635, el mateix any que pintà La consulta, s'acomiadà del seu mestre per dirigir-se a Anglaterra, viatge clàssic al qual cap jove holandès pertanyent a la societat culta podia renunciar.
Els quadres d'aquesta època ja tenien una forma més definida, sense apartar-se dels assumptes a la moda en l'escola de Haarlem, i dominava les escenes relacionades amb els costums soldadescos. El progrés des de La consulta és considerable. El punt de vista, lluny de canviar, en canvi, s'afirma; l'expressió apareix més sòlida, més moguda i més suggestiva. Un colorit més sa anima aquestes últimes obres, a les quals s'ha d'afegir els Saltamarges, que en el museu del Louvre s'atribuí erròniament al pintor Jean le Duq, i La quadra, anomenat també El cavall gris, en els quals, a pesar de la tonalitat grisosa que encara persisteix, s'hi descobreixen subtils harmonies de blaus, vermells i granes: es veu ben clar que l'autor no deixa de modificar-se contínuament.

## Canvi en les obres
Tan bon punt Ter Borch va deixar el seu país natal, les seves obres ja anunciaren un canvi conscient. Després d'Anglaterra visità Itàlia, on va poder contemplar al seu gust a Rafael, Tiziano i sobretot a Da Vinci, que és el que responia millor al seu temperament. Durant el llarg interval que separa El cos de guàrdia de El ban, signat el 1655, si bé l'obra no es veu augmentada amb cap quadre d'imaginació conegut, es veu, en canvi, enriquida per una sèrie de retrats. Sembla haver deixat de somniar per mirar al seu voltant, observar i anotar trets novament entrevistos per reconcentrar-se en si mateix, limitant-se a descriure fisonomies aïllades, sense esforç d'invenció i amb la veritat més gran possible. Així, quan el 1648 aparegué el quadre de Münster, justament cèlebre, Ter Borch, que fins llavors només havia executat composicions plenes de promeses però incompletes, es revela com un pintor de retrats completament original. La Pau de Münster és el primer pas segur de Ter Borch en terreny conquerit. Malgrat tot, el pintor encara no ha entrat en l'atmosfera que convé al seu temperament, en l'atmosfera d'aïllament necessari al seu geni.
L'èxit dels seus retrats el porta novament lluny del seu país. La seva estança a Münster s'allarga durant tres anys. A més dels retrats que executà allí, també pinta L'arribada dels delegats holandesos, exquisides figures movent-se en un paisatge que Guillem de Hensch, un deixeble de Johann Both, sembla haver idealitzat per harmonitzar-lo en aquells distingits viatgers. També acabà un altre quadre curiós, els Funerals de l'arquebisbe de Cambrai, que demostra, per la seva composició, que Ter Borch era artista capaç de triomfar en totes les dificultats. Tal fou el prestigi d'aquell pintor, que un dels delegats espanyols, el comte de Peñaranda, el va fer decidir que el seguís a Espanya i l'introduí en la cort de Felip IV. Aquest, que tantes vegades es feu pintar per Velázquez, també se'n deixà retratar moltes per Ter Borch. L'omplí d'atencions, el creà cavaller i li'n regalà una espasa i una cadena d'or. Per gran que fos l'èxit del pintor a Espanya, no passà gaire temps perquè enyorés el seu país, al qual retornà el 1656.

## Desacord dels crítics
Els crítics més experts no han pogut posar-se d'acord sobre els mòbils que l'induïren a tornar precipitadament. Aclarir aquest problema avui, donat els estats biogràfics vers Ter Borch, seria una cosa impossible; però el que és important de saber és que Ter Borch tingué ocasió de freqüentar en la cort de Madrid una societat aristocràtica en la qual les arts eren tingudes en gran estima i que degué deixar en ell una profunda impressió, i que, si bé no es trobà amb Velázquez, que llavors estava viatjant per Itàlia, almenys va poder admirar els seus retrats: aquest és el punt capital.

## Cansat de viatjar

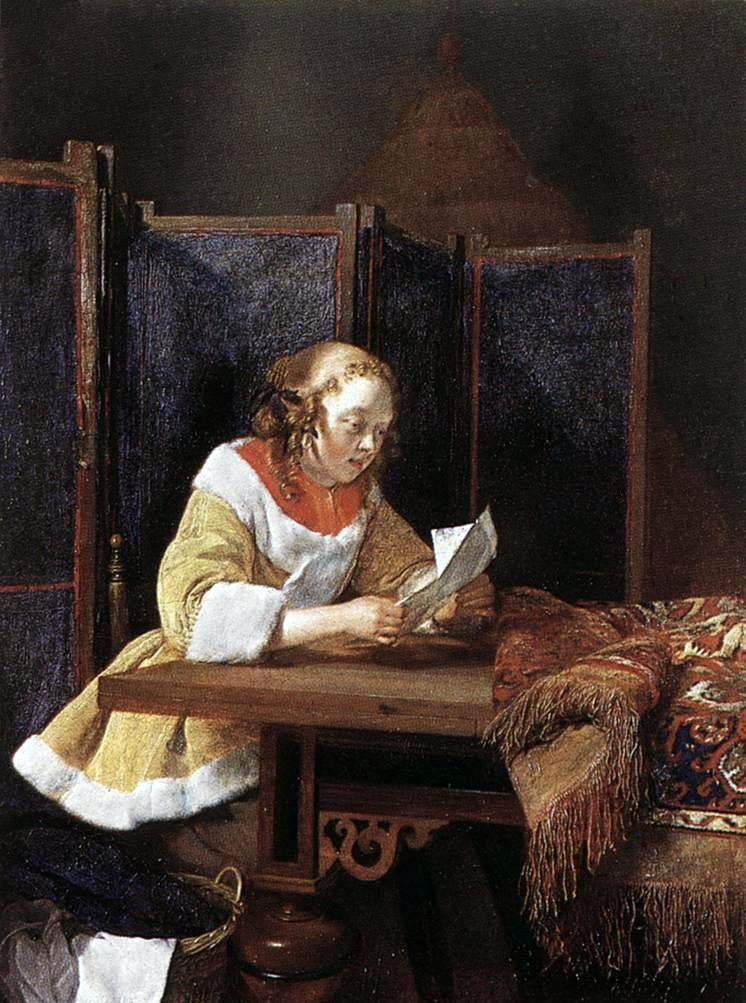
Dona llegint una carta

Cansat de viatjar, Ter Borch tornà a Zwolle. La pàtria el reclamava; el pintor ja no la va deixar mai més. El 1654 es casà amb Geertje Mattyssen i fixà la residència a Deventer. Tanmateix, classificar l'obra de Ter Borch, després del llenç de Münster, es fa difícil. Els quadres se succeeixen uns als altres i cadascun d'ells afirma una mateixa perfecció de tècnica. Les dates aquí no ens diuen res. Cal descobrir en les qualitats d'orde íntim l'evolució ascendent de l'obra.
- El Ban
- Oficial llegint
- Cartes d'amor
- Oficial oferint diners a una jove
- Dona bevent vi
- Lliçó de lectura
- Mare pentinant la seva filla
- Dona davant l'espill
- Les esposalles
- El got de llimonada
- La renyina paterna
- Missatger de província
- Dona rentant-se les mans
- Dona llegint

Els nombrosos quadres sobre l'assumpte del tocat i de les lliçons de música, entre aquests el cèlebre Concert de Berlín, magnífica obra, presenten un conjunt pictòric grandiós en el qual la dona apareix com a ésser meravellós, suspès entre el somni i la realitat, tal com no apareix en tot l'art holandès, en les dones de Metsu, Mieris, Netscher, Hoogh i Vermeer de Delít; cal remuntar-se fins als primitius per trobar en el mestre de les figures mitjanes quelcom semblant.

## Personalitat artística
En els retrats s'afirma la personalitat artística de Ter Borch amb un segell característic. Malgrat que no aporten als seus retrats gens d'imaginació, en ells revelen els artistes vertaders la seva doble personalitat de poetes i d'observadors atents: els retrats tenen menys de creació que d'agosarades manifestacions de vida individual; l'artista no tradueix en ells els seus pensaments, i, tanmateix, es mostra en ells tal com és.
Els retrats de Rafael, Da Vinci, Tiziano, Tintoretto, Velázquez, Rubens, Van Dyck, etc., no difereixen d'altres figures de les seves obres sinó per una perfecció més propera a la realitat; sembla que hagin construït aquestes figures amb elements ja ordenats d'obres anteriors o d'altres que somniaven acabar. Així és com, sense apartar-se de la veritat del model, han pogut animar els seus retrats d'una vida superior, com envoltant-los en l'aurèola de la seva pròpia personalitat.
En l'escola holandesa el retrat és la norma. "Els holandesos —diu Fromentin— estimen la semblança." La veritat d'aquesta frase crida l'atenció, sobretot, quan s'examinen les obres de Hals i de Rembrandt; especialment la d'aquest últim proven aquesta mescla de realisme i d'interpretació personal. Ter Borch, el pintor de retrats s'oculta en cadascuna de les seves obres, però apareix en el valor del conjunt. De què prové que els seus retrats no gaudeixin, generalment, de la glòria que mereixen? I hi ha alguns crítics que no vacil·len a situar-los a la mateixa altura que els de Rembrandt; precisament per la seva qualitat de retratista sorprenent s'eleva Ter Borch per sobre de la majoria dels petits mestres de l'escola i s'aproxima als grans mestres de la pintura.
Estudiar els retrats de Ter Borch és reunir els temes de les seves obres de composició. Els retrats que assenyalen abundosament l'obra de Ter Borch són com altres tants moments de vitalitat intensa on l'ànima del pintor es deixa absorbir per la dels seus personatges, però de tal manera que aquests apareixen més grans i més dotats d'una vida més intensa.

## Troballa holandesa

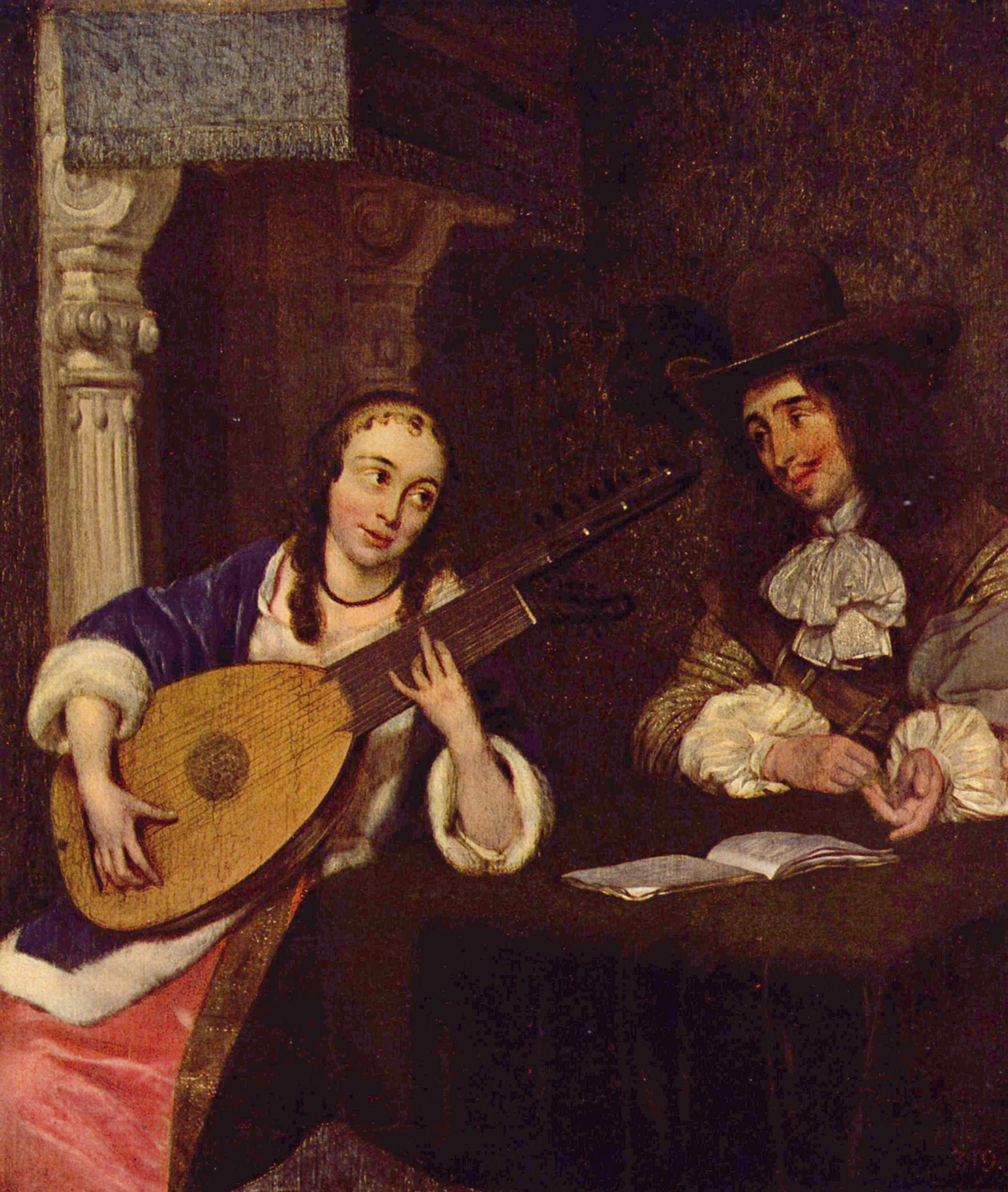
Músics alegres

Holanda trobà en Ter Borch un retratista espavilat sense superxeries, que sabia veure a través de l'aspecte variable del model un altre de trets més constants. En aquest sentit es mostra molt superior a Moro, ja que, si bé és veritat que els retrats d'aquest donen idea acabada del model, no són transcendents. En aquest sentit, la realitat la posseeix Ter Borch en un gran alt grau, encara que sap traduir fidelment els trets essencials de la cara, als quals els altres deuen la seva raó d'existir, i que determinen en certa manera un caràcter, a més, en els aspectes canviants de la fisonomia, expressió inquieta de l'esguard i entre els més imperceptibles moviments del rostre sorprenent el llunyà joc de les psicologies, per compondre una actitud de la figura humana ensems el més exacta i moguda que sigui possible.

## El lloc de Ter Borch
Considerant el lloc que com a retratista ocupa Ter Borch en l'escola holandesa, se li poden trobar rivals, però no mestres. Quan acabà el seu gran quadre La Pau de Münster, en el qual es rebel·là com a consumat pintor de retrats, havia viatjat prou per afirmar les influències estrangeres que més tard hauria d'utilitzar genialment, influències de l'art d'Itàlia i Espanya que es descobreixen en la concepció del dibuix, en l'elevació del conjunt i en la riquesa del color: no perquè s'hi descobreixin semblances netament marcades, sinó a causa de cert aire d'afinitat difícil de definir, però el seu encant ens embarga imperiosament. Aquest llaç invisible es descobreix en l'estudi dels seus principals retrats. En ells, com en totes les obres de Ter Borch, hi ha quelcom infinitament més elevat que en la major part dels pintors d'aquesta època, i sense deixar de ser exacta l'expressió de l'ambient i de la raça apareixen revestits d'un caràcter de noblesa gens comuna en l'escola holandesa.
Tot en l'obra de Ter Borch és retrat. Prengui's com a exemple l'admirable quadre del Museu de Frankfurt, Dona bevent vi, el mateix que amb altres quadres en els quals les figures, aïllades o no, apareixen col·locades en el seu valor just, com en el Concert del Louvre, La salut aportada, el Duet, el Músic ambulant i d'altres. Traient el que no és essencial al retrat, deixant només aquesta ombra vibrant sobre la qual sorgeixen les fisonomies i comparant-les amb les més belles figures dels seus retrats, es veu que aquestes fisonomies són germanes i el seu parentesc és sorprenent a condició, naturalment, de veure solament una semblança moral.

## La Pau de Münster

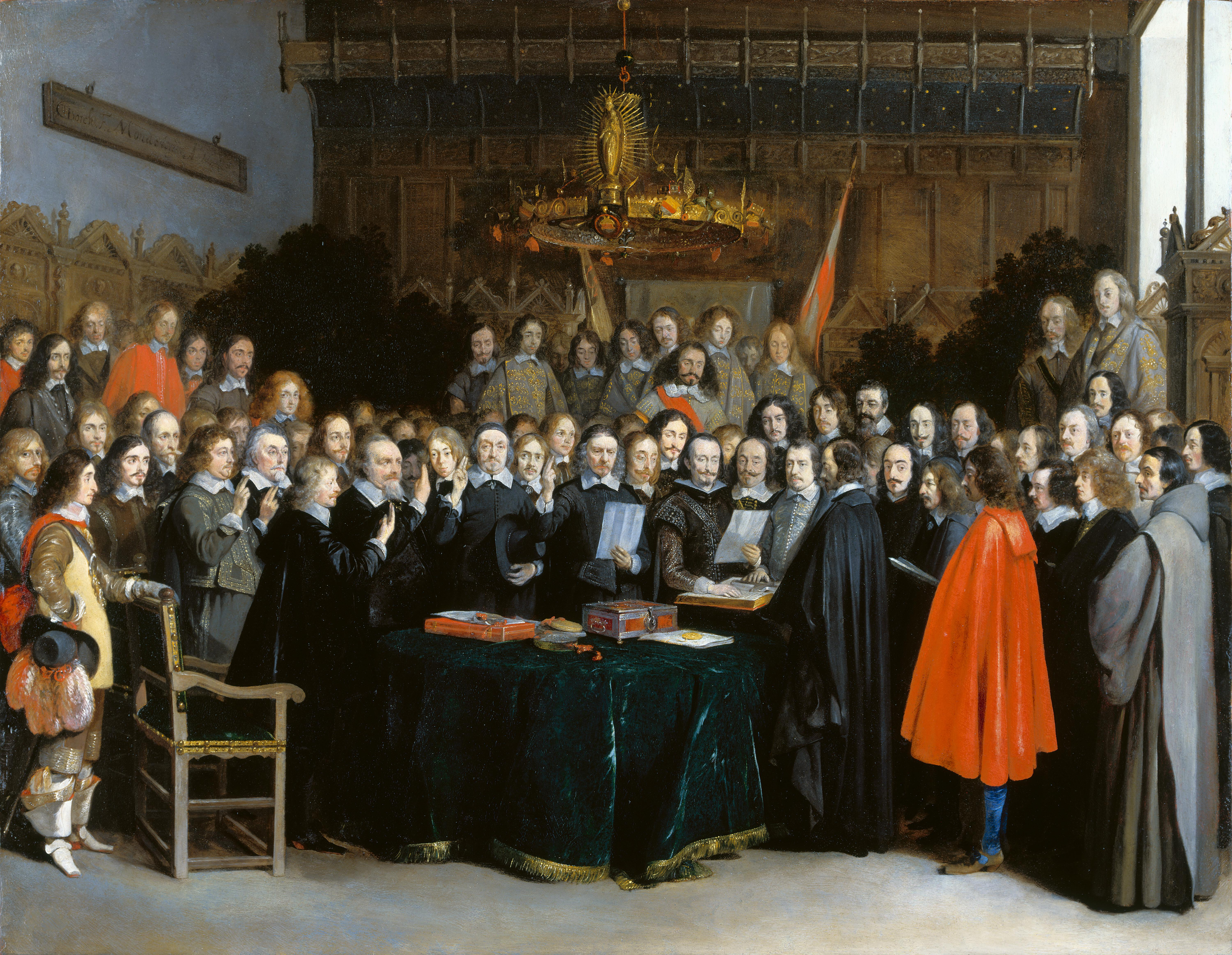
Famós quadre La Pau de Münster

Reunint les diverses figures dels retrats de Ter Borch es podrien compondre quadres en què els personatges tindrien un cert aire de comprendre's, sense que els seus gests ni ocupacions comunes fossin necessaris per explicar la seva afinitat. La Pau de Münster data de 1648. En aquesta època, Ter Borch encara no havia signat el quadre titulat El ban, però ja havia fet importants retrats, especialment el de Gaspar Barloeus. A Münster mateix, abans de començar el famós quadre (en el qual pot dir-se que hi ha reunits 90 retrats), l'artista exercità la seva mà pintant-ne alguns, entre d'altres els d'Adriano Pauw, el de la seva esposa Anna Ruytenburch, el de Jacob van der Burch i el de Godard van Reede, un dels delegats d'Utrecht; aquest últim es troba encara en la Sala de la Pau. La Pau de Münster és una pàgina històrica sorprenent on es veuen agrupats front a front els delegats de dos països rivals amb les seves fisonomies típiques, quadre molt diferent dels de les corporacions de Van der Helst i de Frans Hals.
A l'agrupament més o menys fantàstic d'aquests Ter Borch oposa una disposició severa dels personatges. Hals limita la mida de les figures a les dimensions dels seus quadres, i no es preocupa més que de pintar retrats subordinant tota la resta al seu relleu absolut. Ter Borch, en canvi, eixampla aquí el quadre en què es mouen les figures, i dona així als grups la naturalitat esbalaïdora d'un fet històric singularment suggestiu. La Pau de Münster és una d'aquestes obres que no es poden contemplar sense sentir certa inquietud. La primera impressió és desagradable; però l'espectador nota tanmateix que es troba davant de quelcom prodigiós. L'audàcia d'aquesta composició consisteix en la col·locació uniforme de les figures, les quals estan, per dir-ho així, juxtaposades. Una vegada desapareguda la mala impressió del primer moment, les figures s'animen malgrat la seva aparent fredor. Tots els pensaments convergeixen vers un centre de gravetat: la taula, coberta de vellut verd, en la qual hi ha dipositades les insígnies de la pau, i davant la qual els plenipotenciaris d'Holanda i Espanya llegeixen simultàniament, amb la mà alçada, els termes del tractat. Les dues figures centrals formen, en certa forma, el punt d'unió dels dos grups repartits a ambdós cantons del quadre. A l'esquerra, l'ambaixador de les Províncies Unides; a la dreta, l'ambaixador de Felip IV de Castella.
Si s'aïlla qualsevol de les figures d'aquest quadre es té un retrat de raça de sorprenent semblança: la tensió especial d'esperit que contrau els muscles del rostre expressa el que un retrat ordinari no expressaria. Doncs bé, el conjunt de tant retrat en moment tan greu ageganta l'extraordinària potència psicològica d'aquesta obra. Les dificultats més aspres resten vençudes de manera hàbil. Al color viu i ricament distribuït s'ajunta un dibuix ensems agosarat i perfecte que dona a les figures vigor reconcentrat.
Estranya fortuna la d'aquest quadre que, semblant a moltes d'altres obres d'art, més aviat va sorprendre que no pas va satisfer els seus coetanis. No pogué vendre's en vida de l'artista, i únicament després de la seva mort fou venut per una quantitat irrisòria. Es veié ben aviat apreciat i disputat, passant a mans del príncep de Tayllerand i dels ducs de Berry, passà després a ser adquirit a preu d'or pel marquès de Hertfort, que el llegà a una de les Galeries de Pintura més cèlebres del món.
A l'esquerra del quadre, discretament, a l'ombra, com desitjós de no ser notat, l'artista hi posà el seu retrat —per dir la veritat, mig retrat, ja que no es percep només que la meitat del rostre d'una figura que tem ser vista. Tot i així, Ter Borch no s'oblidà de deixar a la posteritat el fidel retrat de la seva persona, ja que se'n coneix més d'un. El del Museu de La Haia mostra un dels retrats dempeus que Ter Borch tenia per costum pintar, i dels quals el pitjor és una obra d'art. En aquest se'ns presenta d'aquests negres plens de llum i vida que l'artista fa ressaltar i que semblen pintats per si mateixos, per pur amor de l'art.
Aquests tons negres també s'observen en els dos Retrats d'home, del Museu de Berlín; en El consell de magistrats; en La Pau de Münster; a L'assemblea d'eclesiàstics, i, sobretot, en el Retrat d'un gentilhome, de la Galeria Nacional de Londres, en el qual potser assoleix la major bellesa, ja que és sense cap mena de dubte el més bonic el que signa Ter Borch.
El mateix vigorós estil ennobleix els Grups de família, especialment els dels Kolenberg i de Moerkerke. Aquest últim és notable per la bella sobrietat de la seva composició i per l'expressió ensems hieràtica i familiar de les tres figures, estretament unides, en les quals s'hi resumeixen les energies essencials d'una raça sòlidament establerta per un passat de sanes tradicions.
Seria quasi impossible estudiar tota la sèrie de retrats de Ter Borch. Entre els més notables s'han de citar el retrat en miniatura del Marquès de Peñaranda, els de l'Home del bastó i Corneli de Graeff. Els de Geertje Mattthyssen, esposa de l'artista, i l'admirable de la Col·lecció Luycken-Glashorst mereixen particular atenció. El tipus de la dona creat per Ter Borch es troba recordat per una fisonomia de gràcia més profunda en què l'aproximació a l'edat madura desperta harmonies torbadores. Aquestes dues figures resumeixen tota una etapa. Els retrats que Ter Borch pintà de Guillem III i de Felip IV han desaparegut, destruïts pels homes i pel foc.

## Llista d'obres
- La renyina paterna
- Von Marienburg
- Gertrudis von Marienburg
- Home dempeus
- Jove dempeus
- La consulta
- Parella de joves bevent vi
- El fumador
- Un oficial amb una dama
- El concert (tots en el Museu de Berlín)
- Oficial llegint
- Oficial escrivint
- Tocadora de llaüt
- Dama en la intimitat (tots en el Museu de Dresden)
- Dona bevent vi (Museu de Frankfurt)
- Tocadora de guitarra
- Concert en família (ambdós al Museu de Cassel)
- Soldats jugant al tric-trac (Museu de Brema)
- El nen i el gos
- La carta d'amor
- Retrat d'home dempeus (tots al Museu de Múnic)
- Retrat d'una senyora gran dempeus
- Arribada dels delegats holandesos a Münster
- Els funerals de l'arquebisbe de Cambrai (Ajuntament de Münster)
- Godardo van Reede (Sala de la Pau a Münster)
- Un jove (Colònia)
- Interior amb quatre figures (Schwerin)
- Retrat de família (Berlín)
- Jove assegut en una taula (Col·lecció Otto Wesendonk, Berlín)
- Jugadors de cartes
- Els saltamarges (Col·lecció Werner-Dabl, Düsseldorf)
- Retrat d'home (Col·lecció Wesselhoeft, Hamburg)
- Pescador omplint un cistell de peixos (Col·lecció Glitz, Hamburg)
- Jove assegut a una taula (Col·lecció A. Thieme, Hamburg)
- Lambert Quadaker (Col·lecció Michel, Magúncia)
- Dona pelant pomes
- Dona escrivint
- Una jove bevent (Museu de Viena)
- Home dempeus (Innsbruck)
- El trompeta (Museu de Budapest)
- Home (Galeria Lichtenstein, Viena)
- La tocadora de mandolina (Museu d'Anvers)
- El concert (rèplica del quadre del Louvre, amb variants, en la Col·lecció Arenberg de Brussel·les)
- Jove
- Una nena (ambdós a Copenhaguen, Dinamarca)
- Autoretrat
- Home (ambdós Museu metropolità de Nova York)
- La lliçó de guitarra (Institut d'Art de Chicago)
- La lliçó de música (Col·lecció de Mm. Gardner, Boston)
- Filadora (Col·lecció de sir Frederic Kook, Richmond)
- Un militar oferint diners a una jove, anomenat també, L'oficial galant
- La lliçó de lectura
- El concert
- L'assemblea d'eclesiàstics (tots en el Louvre, París)
- El missatge (Museu de Lió)
- Les esponcelles
- Dona davant l'espill (ambdós en la Col·lecció Dutuit, Petit Palais, París)
- Una jove empolainant-se
- Home amb un bastó (Col·lecció Kann, París)
- Comte de Peñaranda (minitura)
- Kraft von Scharfenstein (ambdós en la Col·lecció Warneck, París)
- El galà adormit (rèplica del quadre de Florència, Col·lecció Oppenheim, París)
- Senyora dempeus (Col·lecció Schloss, París)
- Retrat del pintor (presumpte retrat de Geertje Matthyssen)
- La renyina paterna
- Enric Van der Schalche i la seva muller
- Elena Van der Schalche, dempeus
- Johann Van Düren, dempeus
- Margarida Van Hoexbergen
- Gaspar Barleaus
- La Pau de Münster (copia) (Tots al Museu d'Amsterdam, Països Baixos)
- El Ban
- Autoretrat (ter Borch) (ambdós a la Haia)
- La família Colenberg (Museu de Haarlem)
- Un home amb un gran barret (Museu de Rotterdam)
- El conserge dels magistrats (Ajuntament de Deventer)
- Retrat d'home
- Retrat de dona (al beateri de Mm. Van Aarden, Leerdam)
- Gaspar Barleaus (Universitat d'Amsterdam)
- Home, dempeus
- Retrat de dona (tots dos a la col·lecció Luyycken-Glashorst, Amsterdam)
- El concert
- Una dona escrivint
- Retrat de nena
- Johann Six (tots a la Col·lecció Six, Amsterdam)
- Corneli van Graeff (Col·lecció van Lennep, La Haia)
- Mare pentinat el seu fill (Col·lecció Steengracht, La Haia)
- Retrat d'una jove
- Retrat d'una senyora d'edat
- Arxiduc Leopold Guillem (miniatures sobre argent, Col·lecció Stuers, La Haia)
- La Pau de Münster
- La lliçó de música
- Retrat d'un gentilhome, dempeus (Galeria Naciona de Londres)
- Retrat d'home (Galeria de Pintura de Dublín)
- La carta
- El got de vi (palau de Buckingham Palace, Londres)
- Dama llegint una carta
- Dama fent la seva toilette (ambdós, Col·lecció Wallace, Londres)
- La renyina paterna (rèplica del quadre de Berlín, Bridgewater House, Londres)
- La lliçó de música (Col·lecció del baró Alfons de Rothschild, Londres)
- La salut recobrada (Museu dels Uficci Florència)
- Retrat d'home (Museu de Sant Donat)
- El got de llimonada
- Vell tocador de violí
- La carta
- El concert (rèplica del quadre de la Col·lecció Six) (tots en L'Hermitage de Sant Petersburg)
- Soldat oferint diners a una jove
- La salut recobrada (ambdós variants dels quadres de Florència, en l'antiga Acadèmia de Belles Arts de Sant Petersburg)
- Jove cosint (Museu Municipal de Riga, Letònia)
- Home (Col·lecció Leiphart, Tartu, abans Dorpat, Estònia)
- Grup de família (Col·lecció Scharp)
- L'estable (Col·lecció del comte Axel Wachtmeister) ambdós a Estocolm, Suècia.